# 日本海事協会
一般財団法人日本海事協会（にっぽんかいじきょうかい、英: Nippon Kaiji Kyokai）は、日本の船級協会である。
NK（英字の略）またはClassNKとも呼ばれる。

## 概要
日本海事協会は、船舶に関するさまざまな事業の進歩発展を図り、人命及び財産の安全、さらに、海洋環境の保全を期すことを目的として活動している。
また、NKは技術を主体とする民間団体であり、使命とする船級事業は公共性の高いものであるので、営利を目的としない一般財団法人組織を採っている。
NKが行う主な業務は、船舶の安全を確保するために制定した規則が、建造時と就航後の船舶に適用されていることを証明するため検査を実施することであり、NKが制定する規則は、船体構造のみならず、推進機関、電気、電子システム、安全機器、揚貨装置など多岐に及ぶ。そして、そのサービスを世界中で利用できるよう、検査員事務所のネットワークを全世界に展開している。
2009年11月には創立110周年を迎えている。
2011年9月末、日本海事協会の船級登録船数は7,596隻、合計総トン数190,601,184となり、これにより世界で初めて合計1億9千万総トン超を登録する船級協会となった。この登録船腹量は何れかの船級協会に登録されている世界商船船腹量のおよそ20％にあたる。
2012年現在、船級登録船の合計が世界の船級協会で初めて2億総トンを超え、5月末時点で登録船数は7,847隻、200,804,781総トンとなり、日本海事協会は世界一の船級協会になった。

## 業務

### 概略
NKは、船舶、海洋構造物に関する技術研究並びに長年にわたる検査経験を調査、解析して得られた豊富な技術データを活用し、船級や品質システムに関する諸規則を独自に開発し、それらの規則及び国際条約などに基づいて、船舶および海洋構造物に関する検査のほか、企業及び船舶の安全管理に関する品質システムの審査など、各種の業務を行っている。これらの業務は、世界各地に配置されたサービスネットワークを通して、豊富な検査経験と高度な専門知識を持った検査員、 審査員および技術コンサルタントにより実施される。

### 船級関連
- 船舶及び海洋構造物の船級登録及び検査
- 船舶に備えられる設備の登録及び検査
- 船級及び設備の登録維持のための検査
- 材料、機器、艤装品の承認
- 製造及びサービスに係る事業所の承認
- 材料試験機などの検査

### 条約関連
- 海上人命安全条約（SOLAS）、国際満載喫水線条約（ICLL）、海洋汚染防止条約（MARPOL）などの国際条約やCode of Safe Practice for Solid Bulk Cargoes（BC Code）などのコードによる各国政府代行検査及び証書の発行
- 国際安全管理コード（ISM Code）による安全管理システムの審査、登録及び証書の発行
- 乾舷の指定
- 揚貨設備の制限荷重等の指定
- 穀類積載の承認
- 海上コンテナの検査承認に関する業務
- 船舶保安国際コード（ISPS Code）に関する業務

### ISO規格に基づく審査登録
- ISO 9000シリーズによる品質システムの審査登録
- ISO 14001による環境マネジメントシステムの審査登録

### OHSAS規格に基づく審査登録
- OHSAS18001による労働安全衛生マネジメントシステムの審査登録

### 技術サービス
- 船舶及び海洋構造物などに関する技術コンサルタント
- 船舶及び海洋構造物などに関する各種鑑定、証明サービス
- 一般産業分野の機器等の検査などの技術サービス
- トン数測度並びに証明サービス
- 各種試験、研究、コンピュータ計算などの受託サービス

また、NKは国際船級協会連合（IACS）設立時からのメンバーである。

### その他
船舶関連以外の業務として無人航空機操縦者技能証明の指定試験機関となっている。

## 刊行物
- Annual report 1962年以降分 - CiNii本文収録刊行物、オープンアクセス
- 日本海事協會會誌 1973年以降分 - CiNii本文収録刊行物、オープンアクセス
- ClassNK magazine 1994年以降分 - CiNii本文収録刊行物、オープンアクセス
- Overseas : NK-register of shipping 1979年～1993年分 - CiNii本文収録刊行物、オープンアクセス
- Technical bulletin of Nippon Kaiji Kyokai 1983年～1993年分 - CiNii本文収録刊行物、オープンアクセス
- ClassNK technical bulletin 1994年以降分 - CiNii本文収録刊行物、オープンアクセス

## 関連事項
- 有栖川宮威仁親王 - 初代総裁
- 有地品之允 - 初代理事長